# Sérgio Cosme
Sérgio Cosme Cupelo Braga, mais conhecido como Sérgio Cosme (Rio de Janeiro, 28 de setembro de 1950), é um treinador e ex-futebolista brasileiro, que atuava como zagueiro. Atualmente, está sem clube.

## Títulos

### Como jogador
Fluminense.
- Taça Guanabara: 1971

### Como treinador
Portuguesa-RJ
- Campeonato Carioca - Série B1: 1987

Vasco da Gama
- Torneio Internacional da França: 1989
- Campeonato Carioca Sub-20: 2005

Grêmio
- Campeonato Gaúcho: 1993

Paysandu
- Torneio Internacional de Paramaribo: 2011
- Taça Cidade de Belém: 2011